# 마일스 폴러드
마일스 폴라드(Myles Pollard, 영어 발음: /ˈpɒlɑːd/, 1972년 11월 4일 ~ )는 오스트레일리아의 배우이다.

## 출연 작품

### 영화
- Invincible (2001)
- Four (2008) - 단편
- 엑스맨 탄생: 울버린 (2009)
- 드리프트 (2013)
- Factory 293 (2014) - 단편
- 게이트웨이 (2017, The Gateway)
- 재스퍼 존스 (2017, Jasper Jones)

### 텔레비전
- 올 세인츠 (1999)
- 맥클로드의 딸들 (2001-06)
- 홈 앤 어웨이 (2007)